# Poulangy
Poulangy là một xã thuộc tỉnh Haute-Marne trong vùng Grand Est đông bắc nước Pháp. Xã này nằm ở khu vực có độ cao trung bình 280 mét trên mực nước biển.
Thị trấn nằm bên sông Traire, nhánh của sông Marne.